# 塩野真人
塩野 真人（しおの まさと、1986年4月30日 - ）は、日本の卓球選手。

## 人物
1986年4月30日、埼玉県入間市出身。卓球は小学校5年の時に始めた。入間市立豊岡中学校→狭山ヶ丘高等学校と進む。高等学校時代には2004年の全国高等学校総合体育大会（島根県）男子団体3位、2004年第2回世界ジュニア卓球選手権（神戸市）では日本代表として出場して男子シングルスベスト16の成績を挙げた。
高等学校卒業後は早稲田大学スポーツ科学部へ進学。早稲田大学時代には全日本学生選手権大会や関東学生リーグ戦などの公式戦で主力選手として出場、大学4年次には主将を務めた。
早稲田大学卒業後は東京アートへ入社、同社卓球部所属としてプレー。2013年のジャパンオープン・荻村杯国際卓球選手権大会では当時世界ランク188位、自費参加という立場ながら男子シングルスに出場し、荘智淵（台湾）、松平健太、丹羽孝希に勝って決勝戦に勝ち上がり、決勝戦では徐晨皓（中華人民共和国）に4-0で勝ってITTFワールドツアー初優勝を果たす。2013年8月のチェコオープン（チェコ）男子シングルスではカルロス・マチャド（スペイン）に4-0で勝ち、ワールドツアー2勝目を挙げた。
2014年第52回世界卓球選手権団体戦（日本・東京都）で自身初となる日本代表に選出され、4大会連続となる男子団体の銅メダルを獲得した。
2017年1月の全日本選手権を最後に引退を発表し、シングルス、男子ダブルスに出場、シングルス、村松雄斗と組んだ男子ダブルスともに5回戦で敗退して現役を終えた。

## 主な戦績
2013年
- ITTFワールドツアージャパンオープン 男子シングルス 優勝 【ITTFワールドツアー初優勝】
- ITTFワールドツアーチェコオープン 男子シングルス 優勝

2014年
- 世界卓球選手権大会 男子団体 銅メダル